# 큰곰자리 36
큰곰자리 36은 분광형 F8V의 주계열성이다. 이 별은 태양 질량의 1.2배에 반지름도 1.2배 더 크다. 나이는 20억 살 정도로 생각된다.
이 항성은 반성 NLTT 24505를 거느리고 있는데 분광형은 K7V에 1,500 천문단위 떨어져 있다. 광학적 이중성 큰곰자리 36 C는 주성에서 49,000 천문단위 떨어져 있고 분광형은 K2V이지만, 중력으로 묶여 있지는 않은 것으로 보인다.

## 갈색 왜성의 존재 여부
1981년 목성질량 60배의 동반 천체가 큰곰자리 36 주위에서 매우 큰 이심률(0.81)을 그리면서 18년 주기로 돌고 있다는 주장이 제기되었다. 반성의 존재는 확실하게 입증되지 않았다.

## 참고 문헌
- Stars within 50 light years
- http://simbad.u-strasbg.fr/simbad/sim-id?Ident=%40536244&Name=HD%20%2090839
- http://simbad.u-strasbg.fr/simbad/sim-id?Ident=%40536243&Name=NLTT%2024505